# Fresh Pond Road (Myrtle Avenue Line)
Fresh Pond Road is een station van de metro van New York aan de Myrtle Avenue Line in het stadsdeel Queens. Het station is geopend in 1915. Lijn  maakt gebruik van dit station.
 ·  ·  ·  ·  ·  ·  ·  ·  · 